# Iolanda de Montfort
Iolanda de Montfort o Iolanda de Dreux (vers 1269 – 2 d'agost de 1322), fou comtessa de Montfort l'Amaury de ple dret, i reina d'Escòcia per matrimoni amb Alexandre III d'Éscòcia. Era filla de Robert IV, comte de Dreux, i de Beatriu de Montfort.
L'1 de novembre de 1285 es va casar en primeres noces amb Alexandre III d'Escòcia († 1286), rei d'aquest país, però no va tenir fills. Vídua es va casar en segones noces vers 1292 amb Artur II, duc de Bretanya, i va tenir:
- Joan II de Montfort (1293 † 1345), comte de Montfort que el 1341 va succeir al seu germanastre Joan III com a duc de Bretanya.
- Beatriu de Bretanya (1295 † 1384), dama de Hédé, casada el 1315 amb Guiu X de Laval († 1347)
- Joana (1296 † 1364), casada el 1323 amb Robert de Flandes († 1331), senyor de Cassel i comte de Marle.
- Alix de Bretanya (1298 † 1377), casada el 1320 amb Bucard VI († 1353), comte de Vendôme i de Castres.
- Blancae (1300, † jove)
- Maria (1302, † 1371), monja priora a Saint-Louis de Poissy.

Vídua el 1312 del seu segon marit Artur II, es va oposar durant força temps al seu fillastre Joan III amb relació a la seva herència i al seu dot usufructuari. Va morir el 1322.